# Coves del Forcall
Les Coves del Forcall és un conjunt de cavitats i paratge situar a Vilafranca (els Ports, País Valencià).
El nom del paratge prové de les cavitats formades a les parets rocalloses del barranc del mateix nom. Aquest barranc recull les aigües de la serra Brusca i discorre el Pla del Mosorro fins que forma el gorg de les Coves del Forcall. És aquí on s'han format un total de 16 coves, penjades sobre la roca de 200 m d'altura. S'hi poden trobar coves de diferent tipus, formes i profunditats que li confereixen al paratge un gran interès paisatgístic.